# Mednarodna zveza za cestni prevoz
Mednarodna zveza za cestni prevoz ali tudi Mednarodna zveza za cestni transport (angleško The International Road Transport Union, kratica IRU) skupaj z nacionalnimi zvezami predstavlja industrijo za cestni transport v svetovnem merilu. Ta vključuje upravljavce avtobusov, taksijev in tovornjakov.
IRU izboljšuje varnostne predpise in sodeluje pri reševanju okoljskih problemov, ki nastajajo pri cestnem prevozu. Poleg tega, da svojo dejavnost povezuje z industrijo, je IRU tudi mednarodni porok za sistem TIR. TIR je enotna carinska knjižica, vozila so zaplombirana in na meji cariniki preverijo samo plombe, carinski pregled pa sledi šele v namembnem kraju. 
IRU:
- prevzema iniciativo in zagotavlja kontrolo vozil
- daje predloge za vzdrževanje vozil in pogoje za delo voznikov
- pomaga, da so ceste varnejše in manj prometne
- išče izboljšave v delovanju vozil glede onesnaževanja okolja
- vzdržuje stike z nacionalnimi, vladnimi in nevladnimi organizacijami
- dela za bolj skladne in enostavnejše postopke
- opozarja industrijo na spremembe v nacionalnih in mednarodnih predpisih
- si prizadeva za izboljšanje mednarodnih prevozov in trgovine